# 汉嘉郡
汉嘉郡，中国古代的郡。
前身為蜀郡屬國，蜀郡属国原属蜀郡西部都尉，东汉延光二年（公元123年）以为属国都尉，别领四城：汉嘉、严道、徙、旄牛。靈帝時改蜀郡屬國為漢嘉郡，中平五年（188年）前撤銷漢嘉郡，復設蜀郡屬國。
三国蜀汉章武元年（221年），改蜀郡属国置漢嘉郡，治所在汉嘉县（今四川芦山县）。属益州。辖境相当今四川省雅安、芦山、名山、天全、荥经、汉源等市县地。西晋永嘉后废。